# Panasonic Open (Japan)
Het Panasonic Open - officieel het Asia-Pacific Panasonic Open - was een internationaal golftoernooi dat valt onder de Japan Golf Tour en de Aziatische PGA Tour.
De eerste editie werd gespeeld in september 2008.
| Jaar                        | Baan                                    | Winnaar                     | Score                       | Score                       | Info                         |
| Asia-Pacific Panasonic Open | Asia-Pacific Panasonic Open             | Asia-Pacific Panasonic Open | Asia-Pacific Panasonic Open | Asia-Pacific Panasonic Open | Asia-Pacific Panasonic Open  |
| --------------------------- | --------------------------------------- | --------------------------- | --------------------------- | --------------------------- | ---------------------------- |
| 2008                        | Ibaraki Country Club                    | Hideto Tanihara             | 264                         | -16                         | Volledige uitslag[dode link] |
| 2009                        | Jyoyo Country Club                      | Daisuke Maruyama            | 276                         | -8                          | Volledige uitslag            |
| 2010                        | Rokko Kokusai Golf Club East Course     | Brendan Jones               | 207                         | -6                          | Volledige uitslag            |
| 2011                        | Biwako Country Club Ritto Mikami Course | Tetsuji Hiratsuka           | 276                         | -8                          | Volledige uitslag            |
| 2012                        | Higashi Hirono Golf Club                | Masanori Kobayashi          | 267                         | -17                         | Volledige uitslag            |
| 2013                        | Ibaraki Country Club West Course        | Masahiro Kawamura           | 275                         | -9                          | Volledige uitslag            |